# Крістін Бейсман
Крістін Бейсман (нід. Christine Buisman; 22 березня 1900 — 7 березня 1936) — нідерландська вчена, ботанік та фітопатолог, дослідниця голландської хвороби в'язів, селекціонер стійких сіянців в'яза. Перший в історії стійкий клон в’яза, випущений у Нідерландах, був названий на її честь у 1937 році після її передчасної смерті.

## Біографія
Бейсман була старшою із чотирьох дітей, вихованих у ліберальній та соціально свідомій родині у Леувардені. У 1919 році вона закінчила середню школу у місцевій гімназії, після чого вивчала біологію у Амстердамі, де її основним інтересом на той час була морська флора. У 1923–1924 роках Бейсман приєдналася до практичних курсів у фітопатологічній лабораторії «Willie Commelin Scholten» у Барні, невеликому містечку поблизу Амстердама. Лабораторія була розташована на зеленій віллі Ява поряд із «Central Bureau voor Schimmelcultures» (грибництво) (CBS), де Бейсман також працювала асистентом. Обидва інститути очолювала професор Йоханна Вестердейк (1883–1961), перша жінка-професор у Нідерландах, призначена в 1917 році. У 1927 році Бейсман отримала ступінь доктора наук в Утрехтському університеті за дослідження кореневої гнилі Phycomycetes (Phytophthora та Pythium). У 1929 році вона залишила CBS, щоб продовжити навчання у Берліні. Згодом переїхала до США, де досліджувала хвороби в'язів.
У березні 1936 року їй зробили гінекологічну операцію, яка пройшла успішно, але Бейсман померла внаслідок інфікування післяопераційної рани. Їй було 36 років.

## Дослідницька робота
Наприкінці 1926 року лабораторія CBS отримала кошти для дослідження причин голландської хвороби в’яза. Бейсман отримав дворічний дослідницький проект, і частину саду CBS засадили саджанцями в’яза. Щоб заразити стільки рослин, Бейсман експериментувала із використанням шприца. У 1927 році після введення фітопатогенів їй вдалося викликати зміну кольору рослин та в’янення листя. Це було доказом того, що причиною хвороби в’яза є гриб «Graphium ulmi» (пізніше названий «Ophiostoma ulmi»). Таким чином було вирішено суперечки між голландськими та німецькими вченими, які тривали з 1922 року щодо причин цієї хвороби. Вона розробила метод інокуляції для скринінгу великої кількості рослин в’яза на стійкість. У 1932 році вона відкрила статеву форму цього гриба - Ceratostomella ulmi.
У 1929 році на конгресі Міжнародної федерації університетських жінок у Женеві вона познайомилася з Берніс Кронкайт, деканом Редкліффського коледжу Гарвардського університету у Бостоні, США. Вона скористалася можливістю подати заявку на стипендію для вивчення захворювань в’язів у США. Через місяць Бейсман розпочала річне дослідження у Бостоні, головною метою якого було визначити, чи зустрічається Graphium ulmi також у Сполучених Штатах. Лише в останні дні перед поверненням до Європи їй вдалося виділити грибок у зразках із Клівленда. Вона була першою людиною, яка підтвердила наявність цього гриба на північноамериканському континенті. Завдяки пожертвам саджанців американського в’яза від Міністерства сільського господарства США вона також досліджувала інші хвороби в’яза. Результати досліджень були опублікувані у «Journal of the Arnold Arboretum».
Через рік після її смерті перший стійкий в’яз, отриманий у Нідерландах, отримав назву «Christine Buisman»..
Невдовзі після її смерті батьки урочисто відкрили Фонд Крістін Бейсман, який фінансує витрати на іноземне навчання голландських студенток біології.
Голландський проект із селекції стійкого в’яза тривав до 1992 року, за яким згодом були здійснені подібні проекти в Північній Америці, Італії та Іспанії, що призвело до впровадження комерційних сортів в’яза, стійких до захворювання.